# В служба на злото
В служба на злото (на английски: Career of Evil) е детективски роман от 2015 г., написан от Джоан Роулинг и публикуван под псевдонима Робърт Галбрейт. Това е третият роман от поредицата детективски романи за Корморан Страйк.
В България романът е издаден на 10 март 2016 г. от издателство „Колибри“ в превод на Надя Баева.

## Сюжет
Когато мистериозен пакет е доставен на Робин Елакот, тя с ужас открива, че съдържа отрязан крак на жена.
Нейният шеф, частният детектив Корморан Страйк, е по-малко изненадан, но не по-малко разтревожен. Четирима души от миналото му, за които смята, че може да са отговорни – и Страйк знае, че всеки от тях е способен на такава бруталност.
Тъй като полицията се е съсредоточила върху това, че Страйк е главният заподозрян, Робин решава да разследва сама и да се рови по-дълбоко в тъмните и изкривени светове на другите трима мъже. Но докато се случват още по-ужасяващи действия, времето за двамата изтича.

## Отзиви
Във вестник Гардиън рецензентът Кристобел Кент нарича романа „глупав, но приятен“, с „разказ, местоположение, детайли – безмилостно специфичен“. Той обобщава, че „цялото е предадено с такова чисто удоволствие – и което е изключително важно, толкова уверено задържане към сюжета – че повечето разумни читатели просто ще се поддадат и ще му се насладят“.
На 30 май „В служба на злото“ е един от шестте романа, номинирани за титлата криминален роман на годината на Theakston Old Peculier.